# 三正綜覧
三正綜覧（さんせいそうらん）は、日本で1880年に刊行された暦の対照表（長暦）である。
内務省地理局編。孝元天皇元年・始皇帝33年・西暦紀元前214年からの、日本暦、中国暦、イスラム暦、西暦との対照表が掲載されており、きわめて便利である。日本暦の暦日は渋川春海の『日本長暦』及び中根元圭の『皇和通暦』を参考にしている。だが、江戸時代以前の暦は正確な理論・計算上に依らない人為的な修正（改暦）が加えられるなど単純ではなく、後に小川清彦・神田茂らから誤謬が指摘されている。
1975年に内田正男が電子計算機を用いて全面的な改訂を施した『日本暦日原典』が刊行されるまでは、日本史上の暦を西暦に換算するさいには多くの場合、本書に依るところが大きかった。